# Li Ji
Li Ji (chino tradicional: 驪姬, chino simplificado: 骊姬, pinyin: lí jī, año de defunción 651 a. C.) fue una mujer del Período de Primaveras y Otoños cuyas palabras y hechos conocemos a través del Guo Yu y del Zuo Zhuan. Fue la esposa de Li Rong hasta éste fue derrotado por Xian, el Señor de Jin. Xian la convirtió en su concubina junto con su hermana. Xian tuvo con ella un hijo llamado Xi Qi. Gracias a su belleza se ganó el favor de Xian y consiguió que el príncipe heredero Shensheng fuese ejecutado con el fin de que Xi Qi se convirtiese en el sucesor de Xian. Con este mismo propósito también hizo que Zhong Er y Yi Wu tuviese que marcharse al éxilio. La posteridad le dio a estas artimañas políticas el nombre de “el caos de Li ji” (驪姬之亂)